# Anton Mária Vácval
Anton Mária Vácval, SDB (30. května 1908 Ostratice – 6. února 2000 Pezinok) byl slovenský římskokatolický kněz, salesián.

## Životopis
Roku 1920 odešel do salesiánského ústavu Božského Srdce v Římě. Tam absolvoval gymnaziální studia. Od roku 1931 studoval teologii v Lublani, kde byl 7. července 1935 vysvěcen za kněze. Poté působil v salesiánských střediscích na Slovensku. Nejprve v Šaštíně, roku 1939 v Hronském Beňadiku, roku 1941 ve farnosti Trnavě-Kopánka. Od června do září 1945 zastupoval v Myjavě. Od roku 1945 působil v Michalovcích. Roku 1949 se stal správcem farnosti v Bratislavě-Jarovce, roku 1952 v Ardanovích a roku 1958 v Dedince. Roku 1961 ztratil státní souhlas k pastoraci a musel odejít do výroby. Od roku 1962 byl duchovním u sester premonstrátek v Ústavu sociální péče v Lipové. Roku 1988 odešel na důchod do Šuran, kde vypomáhal v pastoraci. Později se přestěhoval do charitního domova v Pezinku, kde 6. 2. 2000 zemřel. Pochován je ve svém rodišti.

## Literární tvorba
V osmdesátých letech 20. století letech publikoval desítky článků v Katolických novinách a v Duchovním pastýři. Zaměřil se zejména na osobnost Dona Boska a jeho dílo, na svatého Dominika Savia a Žofii Bošňákovou. Je autorem životopisu Žofie Bošňákové, který dokončil roku 1968 a rozšiřoval se jako samizdat; knižně vyšel až roku 1991 v Šuranech. Jeho další větší díla zaměřené na osobnosti svatých zůstaly v rukopise. Jeho „Píseň věků“ je ojedinělé dílo sborové recitace, které bylo zfilmováno. Také psal i divadelní hry a několik dokumentačních prací.
- Začátky slovenského salesiánského díla v Římě, Perose Argentině a v Alžírsku, rukopis 1976
- Malý hrdina z katakomb
- Věrná snoubenka, Cultores Sanctae Agneta – Roma, stran: 78
- Vzácné hrdina
- Žena – hrdinka Žofie Bošňáková